# Фаєтт (Вісконсин)
Фаєтт (англ. Fayette) — місто (англ. town) в США, в окрузі Лафаєтт штату Вісконсин. Населення — 381 особа (2020).

## Демографія
Згідно з переписом 2010 року, у місті мешкало 376 осіб у 142 домогосподарствах у складі 111 родини. Було 170 помешкань
Расовий склад населення:
| - 99,2 % — білих |

До двох чи більше рас належало 0,8 %. Частка іспаномовних становила 0,0 % від усіх жителів.
За віковим діапазоном населення розподілялося таким чином: 23,9 % — особи молодші 18 років, 60,4 % — особи у віці 18—64 років, 15,7 % — особи у віці 65 років та старші. Медіана віку мешканця становила 42,0 року. На 100 осіб жіночої статі у місті припадало 112,4 чоловіків;  на 100 жінок у віці від 18 років та старших — 107,2 чоловіків також старших 18 років.
Середній дохід на одне домашнє господарство  становив 86 925 доларів США (медіана — 73 571), а середній дохід на одну сім'ю — 90 775 доларів (медіана — 80 000). Медіана доходів становила 54 722 долари для чоловіків та 41 250 доларів для жінок. За межею бідності перебувало 6,3 % осіб, у тому числі 10,6 % дітей у віці до 18 років та 8,7 % осіб у віці 65 років та старших.
Цивільне працевлаштоване населення становило 166 осіб. Основні галузі зайнятості: роздрібна торгівля — 19,3 %, сільське господарство, лісництво, риболовля — 19,3 %, освіта, охорона здоров'я та соціальна допомога — 17,5 %.